# Jabbul
Jabbul (arabisk:جبول) er en affolket, tidligere palæstinensisk arabisk landsby, beliggende 7 km. nord for Baysan. Byen blev okkuperet af Golani Brigaden under Operation Gideon.
Den 7. Juni 1948 indtog en deling af Barak Armored Brigade, under kommando af Yitzhak Shusterman denne landsby og andre i området. Tropperne ankom med bus og indtog en stilling på et højdedrag uden for landsbyen, og sendte nogle få 2 tommers morter-granater ind i midten af byen, hvorpå de bevægede sig ind , og gennemsøgte den. Tropperne mødte nogle høst-folk som rendte væk , "[...] åbnede ild men ramte ingen". Arabere flygtede også fra selve byen og delingen "brændte deres afgrøder og satte ild til flere huse".
I september 1948 anmodede Nahum Wurwitz fra kibbutz Kfar Gil'adi i et brev om tilladelse til at ødelægge Jubbal og andre landsbyer i området af frygt for at de ville blive brugt af arabere til militære operationer, og for at gøre det muligt at "tage landsbyens jord, fordi araberne vil ikke være i stand til at komme tilbage hertil".,